# Рексберг
Ре́ксберг (англ. Rexburg) — город в округе Мэдисон штата Айдахо в США. На 2009 год численность населения составляла 28 856 человек.

## История
Первый дом на месте Рексберга был построен в 1883 году. Одним из основателей поселения был мормон Томас Рикс, в честь которого поселение и получило своё название. Спустя 20 лет, в 1903 году, Рексберг получил официальный статус города. В июне 1976 года город сильно пострадал от прорыва дамбы Титон. Воды реки Титон, протекающей через северную часть города, затопили большинство зданий. В память о наводнении в местном молельном доме был основан музей.
В Рексберге расположен частный Университет Бригама Янга, управляемый Церковью Иисуса Христа. Университет был основан в 1888 году как Колледж Рикса. В 2001 году университет стал четырёхгодичным колледжем и получил нынешнее название. В 2008 году в Рексберге был основан третий по счёту в Айдахо мормонский храм.

## География и климат
Рексберг расположен в центральной части округа Мэдисон. Площадь города составляет 12,9 км². Высота центральной части города составляет 1 483 м. Через город проходит автострада 33. При городе имеется аэропорт.
| Климатограмма Рексберга                                     | Климатограмма Рексберга | Климатограмма Рексберга | Климатограмма Рексберга | Климатограмма Рексберга | Климатограмма Рексберга | Климатограмма Рексберга | Климатограмма Рексберга | Климатограмма Рексберга | Климатограмма Рексберга | Климатограмма Рексберга | Климатограмма Рексберга |
| ----------------------------------------------------------- | ----------------------- | ----------------------- | ----------------------- | ----------------------- | ----------------------- | ----------------------- | ----------------------- | ----------------------- | ----------------------- | ----------------------- | ----------------------- |
| Я                                                           | Ф                       | М                       | А                       | М                       | И                       | И                       | А                       | С                       | О                       | Н                       | Д                       |
| 32.5 −2 −12                                                 | 25.9 1 −9               | 28.2 7 −6               | 28.4 14 −1              | 48.3 19 3               | 37.8 24 7               | 23.4 29 9               | 18.3 29 8               | 22.1 23 3               | 28.2 16 −2              | 31.0 5 −7               | 27.7 −1 −12             |
| Температура в °C • Сумма осадков в мм Источник: weather.com |                         |                         |                         |                         |                         |                         |                         |                         |                         |                         |                         |

## Население
Согласно данным за 2009 год, население Рексберга составляло 28 856 человек. Плотность населения равна 2 237 чел./км². Средний возраст населения — 21 год и 8 месяцев. Половой состав населения: 46,8 % — мужчины, 53,2 % — женщины. Расовый состав населения по оценкам на 2005—2009 годы:
- белые — 95,8 %;
- афроамериканцы — 0,6 %;
- индейцы — 0,5 %;
- азиаты — 1,3 %;
- прочие расы — 0,2 %;
- две и более расы — 1,6 %.